# Dnipropetrowsker Klan
Der Dnipropetrowsker Klan (ukrainisch Дніпропетровський клан, russisch Днепропетровский клан) ist ein politisch-wirtschaftliches Klientelpolitiknetzwerk der Oligarchen und Spitzenfunktionäre der ukrainischen Stadt Dnipro (bis 2016 Dnipropetrowsk).

## Begriff
„Klan“ hat im postsowjetischen Raum die Bedeutung eines informellen Netzwerks in Politik und Wirtschaft und deutet keine Verwandtschaftsbeziehung jeglicher Art an, man unterstützt sich, es kommt jedoch immer wieder zu Streitigkeiten und vereinzelt zu Feindschaften zwischen den einzelnen Gruppen.

## Geschichte
Die Bezeichnung „Klan“ geht auf den Parteichef der KPdSU, Staatschef der Sowjetunion und vierfachen Held der Sowjetunion Leonid Iljitsch Breschnew zurück. Dieser hatte seinem Günstling Wladimir Wassiljewitsch Schtscherbitzki wichtige Posten in der Sowjetunion zukommen lassen, unter anderem war er zweiter, dann erster Obkomsekretär der KPdSU in der Oblast Dnipropetrowsk, Kandidat des Politbüros und später Vollmitglied des Politbüros sowie von 1961 bis 1963 und von 1965 bis 1972 Ministerpräsident der Ukrainischen SSR. Ebenso stammt sie auch von Leonid Kutschma, der von Oktober 1992 bis September 1993 Ministerpräsident und von Juli 1994 bis Januar 2005 Präsident der Ukraine und vormaliger Generaldirektor von Juschmasch war. Seine Wahlkämpfe wurden hauptsächlich von wohlhabenden Unternehmerkreisen finanziert, für die er sich anschließend stark einsetzte. Eine weitere Schlüsselperson ist Pawlo Lasarenko, von Mai 1996 bis Juli 1997 Ministerpräsident der Ukraine.

## Reaktionen des Auslands
Eine US-amerikanische Delegation unter Richard L. Morningstar, dem Sondergesandten für Wirtschaftshilfe des Kabinetts Clinton in der ehemaligen Sowjetunion, sprach gegenüber hohen Beamten 1996 in Kiew die Besorgnis der USA über die steigende Korruption und die Erstarkung des Dnipropetrowsker Klans aus und nannte dies eine Gefahr für den Transformationsprozess der Ukraine zu einer Marktwirtschaft.
Shermann W. Garnett, stellvertretender Assistent des Verteidigungsministeriums (englisch Deputy Assistant Secretary of Defense) im Kabinett Clinton, beschrieb in seinem 1997 erschienenen Buch Keystone in the Arch: Ukraine and the Emerging Security Environment of Central and Eastern Europe den Einfluss des Dnipropetrowsker Klans als „blutsaugend“.

## Gliederung
Der Dnipropetrowsker Klan besteht aus den fünf Gruppen Privat, Pintschuk, Derkatsch, Kutschma und Tymoschenko.

### Privat-Gruppe
Die Privat-Gruppe besteht aus dem ehemaligen Gouverneur der Oblast Dnipropetrowsk und Oligarchen Ihor Kolomojskyj und dem Mitgründer Hennadij Boholjubow, denen die PrivatBank, die größte nichtöffentliche Bank der Ukraine, gehört. Die Gruppe besitzt bedeutende Investments der Öl-, Gas-, Stahl- und Medienindustrie. Serhij Tihipko war Vorstandsvorsitzender der PrivatBank und wurde Berater von Kutschma in Währungsfragen, später Wirtschaftsminister und Präsident der Nationalbank der Ukraine. Er hielt engen Kontakt zur PrivatBank und wurde von dieser gefördert.

### Pintschuk-Gruppe
Leiter der Pintschuk-Gruppe ist der Unternehmer, Oligarch, Mäzen und ehemalige Parlamentsabgeordnete Wiktor Pintschuk, der mit der Tochter des ehemaligen ukrainischen Präsidenten Leonid Kutschma verheiratet ist und dem unter anderem die Unternehmen Interpipe Group, das Medienunternehmen StarLightMedia mit den Fernsehkanälen STB, ICTV, Neuer Kanal, M1, M2 und QTV (etwa 30 % der Fernsehzuschauer) und die Boulevardzeitung Fakty i kommentarii (täglich etwa 1,1 Millionen Leser) gehören.

### Derkatsch-Gruppe
Die Derkatsch-Gruppe besteht aus Leonid Derkatsch, ehemaliger Leiter des ukrainischen Inlandsgeheimdienstes Sluschba bespeky Ukrajiny und General der ukrainischen Streitkräfte und seinen Sohn Andrij Derkatsch, langjähriger Parlamentsabgeordneter und Leiter der Medienholding Era Media (rus. Эра Медиа).

### Kutschma-Gruppe
Die Kutschma-Gruppe um den ehemaligen ukrainischen Präsidenten Leonid Kutschma und vielen durch ihn an die Macht gelangten Politikern formiert sich hauptsächlich um den staatlichen Rüstungsindustriekonzern Juschmasch, vertritt vor allem die Interessen der Rüstungsindustrie und hat gute Kontakte zur russischen Rüstungswirtschaft, konkurriert aber mit ihr auf dem Weltmarkt.

### Tymoschenko-Gruppe
Die Tymoschenko-Gruppe von Julija Tymoschenko formiert sich um die Vereinigten Energiesysteme der Ukraine (VEU) (rus. Единые энергетические системы Украины (ЕЭСУ)), die stark durch die von Pawlo Lasarenko eingeführten Import- und Vertriebslizenzen gefördert wurden und schnell zum größten Erdgasunternehmen der Ukraine aufstiegen. Dafür revanchierte sich die VEU unter der Leitung von Julija Tymoschenko mit der Zahlung von Bestechungsgeldern in Millionenhöhe. Pawlo Lasarenko setzte sich 1998 in die Schweiz ab und wurde 2004 in den USA verurteilt. Die Holding kontrollierte von 1995 bis 1997 zehn Prozent der ukrainischen Stahlindustrie und 25 Prozent der Pipeline- und Rohrproduktion, hatte Einfluss auf etwa 35 ukrainische Medien und gute Kontakte zu Gazprom und Itera. Tymoschenko war nach der Orangen Revolution von Januar bis September 2005 und von Dezember 2007 bis März 2010 Ministerpräsidentin der Ukraine, gründete mit dem Blok Juliji Tymoschenko ein eigenes Parteienbündnis und mit Oleksandr Turtschynow die Allukrainische Vereinigung „Vaterland“.